# Roman Haller (Maler)
Roman Haller (geboren am 2. November 1920 in Wien; gestorben 5. Mai 2010 ebenda) war ein österreichischer Maler und Grafiker, der teilweise großflächige abstrakte Werke in Form von Mosaiken und Sgraffiti an Gebäuden in Wien anfertigte.

## Leben

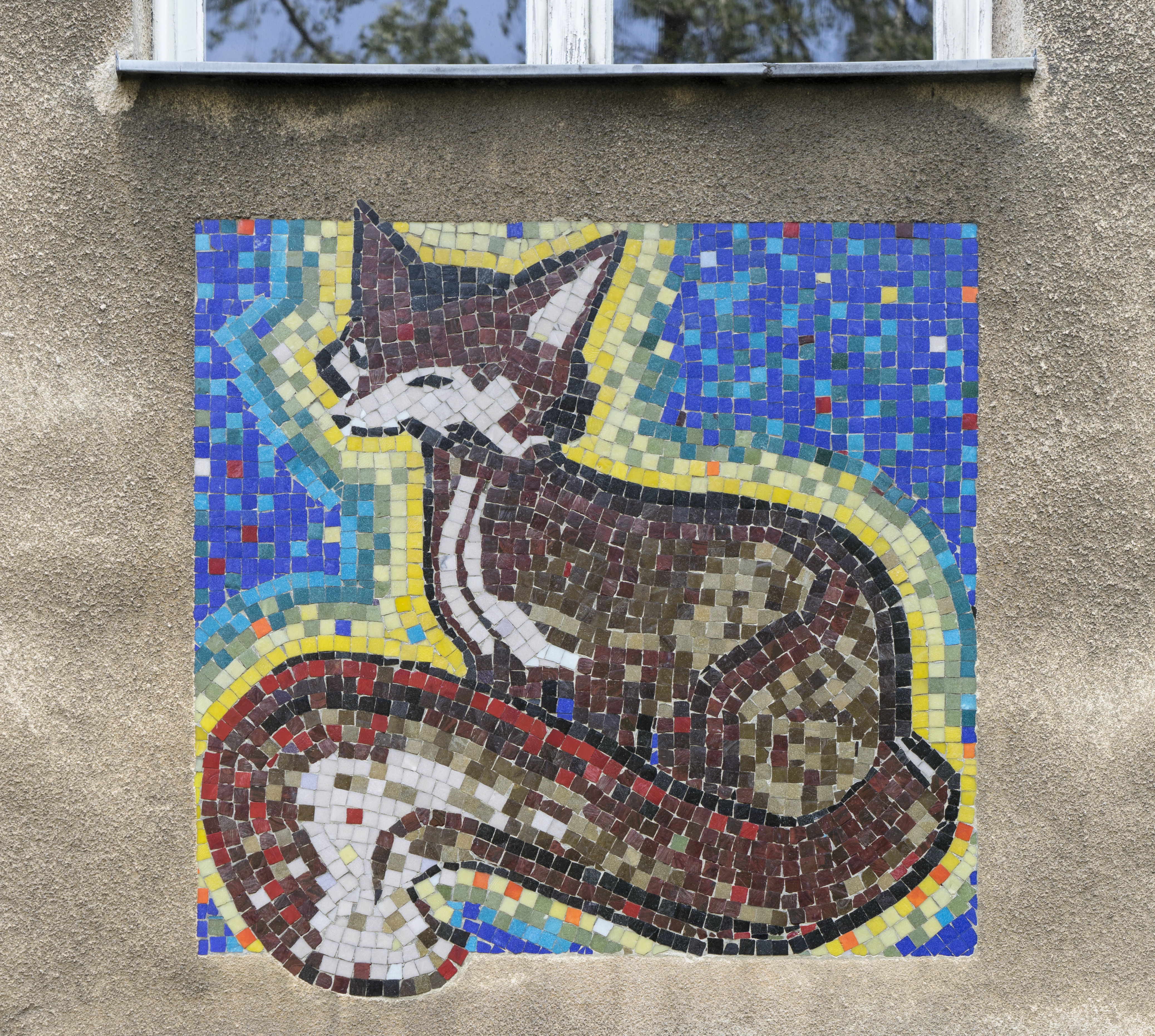
Fuchs-Mosaik an einem Wohnhaus (1957)

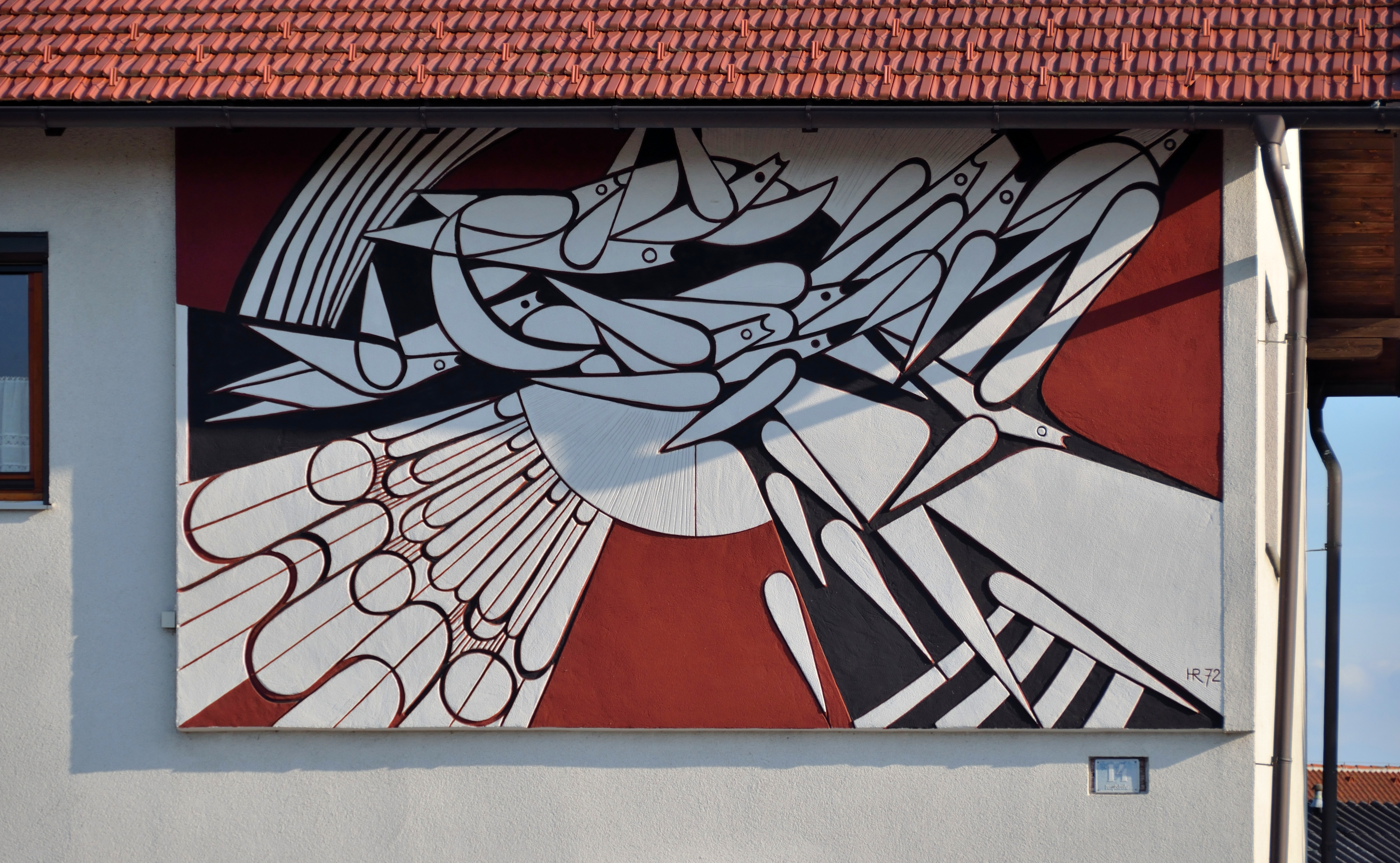
Sgraffito in Kapelln, Hauptstraße 14.

Haller war der Sohn eines Schlossermeisters, der den Sozialisten nahe stand. Nach der Grundschule besuchte er von 1934 bis 1937 eine technische Lehranstalt in Wien. Mit knapp 19 Jahren wurde er im Sommer 1939 zur Musterung einberufen und der Marine zugeteilt, wurde jedoch zunächst für ein Jahr freigestellt, da er sich an einer Kunstgewerbeschule eingeschrieben hatte. Haller war in den Kriegsjahren im Wehrmachtsuntersuchungsgefängnis im Bezirk Favoriten inhaftiert. Nach dem Ende des Zweiten Weltkriegs studierte er von 1945 bis 1947 an der Graphischen Lehr- und Versuchsanstalt in Wien. Anschließend war er als Graphiker tätig, entwarf Möbel, Hausrat und Textilien und fertigte technische Zeichnungen an. 1948 besuchte er eine Ausstellung der Wiener Künstlervereinigung Art Club und wurde von den Bildern des spanischen Malers Pablo Palazuelo inspiriert, sich selbst in der abstrakten Malerei zu betätigen. 1951 wurde er Mitglied im Art Club und seine Werke wurden auf Ausstellungen im In- und Ausland gezeigt. Auf der Ausstellung „Österreichische Kunst der Gegenwart“ im Jahr 1952 wurde ihm der „Preis der Jury“ verliehen. Bekannt sind seine Mosaike und Sgraffiti, die einige Gebäude verzieren. Im Jahr 1966 nahm er bei Rudolf Hausner, einem Vertreter der Wiener Schule des Phantastischen Realismus, eine Stelle als Assistent an der Staatlichen Kunsthochschule in Hamburg an. 1968 wurde er als Professor an die Ecole Montolieu in Montreux berufen und kehrte 1971 nach Wien zurück.
Er wurde am Friedhof der Feuerhalle Simmering bestattet.
Roman Haller war seit 1977 Mitglied der Freimaurerloge Zu den 3 Rosen und später auch der Forschungsloge Quatuor Coronati.

## Ausstellungen
- 1971: Roman Haller Galerie Peithner-Lichtenfels, Wien
- November 1990: Roman Haller zum 70. Geburtstag „Ölbilder“. Wien

## Werke
- 1961: Wissen macht frei. Glasmosaik im Volksheim Heiligenstadt[6]
- 1962: Fußbodenmosaiken im Foyer und den Vorräumen des Theaters an der Wien; zusammen mit Wolfgang Hutter[7]

## Literarische Rezeption
Vladimir Vertlib erzählt in seinem Roman Mein erster Mörder. Lebensgeschichten im Kapitel Nach dem Endsieg von den Lebenserinnerungen Hallers, den er interviewt hatte. In seinem Buch verwendet er jedoch nicht dessen realen Namen, sondern nennt ihn Robert Hamminger.